# پائیندا
پائیندا (به انگلیسی: Paenda) یا گابریلا هورن (زاده ۲۵ ژانویه ۱۹۸۸) خواننده اتریشی است.
او در مسابقه آواز یوروویژن ۲۰۱۹ نماینده اتریش بود.